# 涂琳俪
涂琳俪（1999年3月8日—），江西景德镇人，中国女子足球运动员，司职后卫，毕业于泰勒大学，景德镇市的首个女国脚，目前效力于女超联赛的上海女足。

## 生涯
小学就读于景德镇市实验小学。2014年，获得南京青奥会女子足球金牌。2016年4月，当时隶属于北京控股的涂琳俪入选中国女足为备战2016年里约奥运会的集训人员名单中。2018年，加盟泰勒大学。同年，特招进入北京师范大学就读。2022年，加盟冰岛女子足球甲级联赛的菲亚扎比格兹足球俱乐部。2022年，以17场16球的成绩斩获冰岛女足甲级联赛金靴奖，是首位在海外联赛斩获金靴的女足国脚。2023年1月22日，冰岛女子足球超级联赛的凯夫拉维克体育俱乐部。2023年7月27日，加盟布雷扎布利克女足。2024年7月，转会至上海女足。